# 2 Samodzielna Brygada Kawalerii
2 Samodzielna Brygada Kawalerii (2 SBK) – wielka jednostka kawalerii Wojska Polskiego II RP.

## Historia brygady
W 1924 roku II Brygada Jazdy przemianowana została na 2 Samodzielną Brygadę Kawalerii. Brygada podlegała bezpośrednio dowódcy Okręgu Korpusu Nr II. Dowództwo brygady stacjonowało w garnizonie Równe, a od 1930 roku w Krzemieńcu (Białokrynicy). Później przeniesiono je do garnizonu Brody.
W kwietniu 1937 brygada przemianowana została na Kresową Brygadę Kawalerii.

## Organizacja pokojowa 2 SBK
- dowództwo 2 Samodzielnej Brygady Kawalerii
- 12 pułk Ułanów Podolskich
- 19 pułk Ułanów Wołyńskich
- 21 pułk Ułanów Nadwiślańskich
- 2 dywizjon artylerii konnej